# Podzaposlenost
Podzaposlenost je delo na delovnem mestu, ki je pod delovnimi zmožnostmi delavca. Mednarodna organizacija dela (ILO) med podzaposlene uvršča delavce, ki so zaposleni, vendar bi radi delali več ali pa na zanje primernejših delovnih mestih. V Sloveniji se podzaposlenost v največji meri pojavlja v obliki neprostovoljne fleksibilne zaposlitve za skrajšan delovni čas, kljub želji in zmožnosti delavca, da bi delal polni delovni čas.
Podzaposlenost sestavlja pomemben košček sestavljanke v celostni sliki zaposlenosti. Podzaposleni delavci namreč poročajo o izkušnjah, ki so bolj podobne izkušnjam brezposelnih, kakor pa tistih delavcev, ki so zaposleni na ustreznem delovnem mestu.
Konceptualizacija podzaposlenosti po Feldmanu in Turnley zajema štiri značilnosti:
1. Zaposlitev na delovnem mestu, ki ne zahteve stopnje izobrazbe, ki jo je zaposleni dosegel.
2. Zaposlitev na področju, ki je nepovezano z izobrazbo zaposlenega.
3. Zaposlitev na področju, kjer zaposleni ne more uporabljati svojega strokovnega znanja in izobrazbe.
4. Zaposlitev za skrajšan delovni čas ali pa oblika začasnega dela.

Podzaposlenost, kakor vidimo v zgornjih opredelitvah, zajema vidike zaposlitve, ki so na nek način slabše kakovosti. Nekateri avtorji pojma podzaposlenosti in previsoke usposobljenosti izenačujejo, drugi pa previsoko usposobljenost dojemajo kot le eno od oblik podzaposlenosti.
Podzaposlenost je večdimenzionalen in kompleksen konstrukt, ki se preučuje s štirih različnih področij. Na področju menedžmenta se raziskovalci osredotočajo na učinke podzaposlenosti na posameznika in organizacijo. Ekonomisti preučujejo slabo izkoriščenje delovne sile in vpliv le- tega na trg dela in plače. Psihologi pa preučujejo vpliv podzaposlenosti na zdravje in druge posledice podzaposlenosti, ki ji utrpi skupnost kot celota. Pretekle študije trendov na področju trga dela v Združenih državah kažejo, da se previsoka kvalificiranost kadra raste linearno. Z rastjo izobrazbe delavcev narašča tudi možnost podzaposlenosti, ki narašča tudi zaradi restrukturiranja in globalizacije ekonomije. Kljub pomembnosti problematike pa se pojava podzaposlenosti ter njegovih učinkov akademiki ne lotevajo celostno. Raziskovanje pojava podzaposlenosti in s tem ločevanje ustreznih od neustreznih oblik zaposlitve je ključnega pomena pri ugotavljanju škodljivih posledic brezposelnosti, saj vključevanje vseh oblik zaposlitev, tako ustreznih kot neustreznih, v primerjalno skupino izkrivlja ugotovitve na področju družbenih posledic brezposelnosti. Trendi na trgu dela kažejo, da bo podzaposlenost v prihodnosti narasla. Biro statistike trga dela Združenih držav poročajo, da je kar 8,8 milijona delavcev prisiljenih delati na delovnih mestih s skrajšanim delovnim časom, saj dela za poln delovni čas ne zmorejo najti. Če opredelitev podzaposlenosti razširimo na tiste, ki opravljajo delo, za katerega so previsoko usposobljeni, številke še narastejo.
Podatki Eurostata kažejo, da je bilo leta 2010 v Sloveniji 7,5 odstotkov zaposlenih, ki so bili neprostovoljno zaposleni za skrajšan delovni čas. Delež v Sloveniji je tako med nižjimi v EU, saj je precej pod povprečjem, ki znaša kar 26,7 odstotka. Najvišje deleže neprostovoljno zaposlenih za skrajšan delovni čas imajo države na jugu  Evrope in sicer Bolgarija (54,4 %), Grčija (54,7 %), Španija (49,3 %), Italija (50,4 %), Romunija (54,4 %) in Severna Makedonija (47,7 %).

## Dimenzije podzaposlenosti
Feldman je konceptualiziral predhodnike in posledice podzaposlenosti kakor tudi pet dimenzij podzaposlenosti, ki jih sicer posamezne študije podzaposlenosti običajno ne zajemajo v celoti. Te so posedovanje veščin, ki ji zaposleni med delom ne uporablja, posedovanje višje stopnje izobrazbe, kot je nujno za zaposlitev, zaposlitev izven področja formalnega šolanja posameznika, neprostovoljna zaposlitev za skrajšan delovni čas, zaposlitev z dvajset odstotnim manjšim dohodkom kot ga imajo sodelavci ali pa kot ga je posameznik imel v prejšnji službi, pa tudi zaposlitev za določen čas ali sporadična, občasna zaposlitev.
Dimenzije lahko razporedimo od najbolj objektivnih do bolj subjektivnih. Najbolj objektivna dimenzija podzaposlenosti je plačna ali hierarhična podzaposlenost. Predstavlja oblike zaposlitve, kjer delavci niso dovolj plačani ali pa zasedajo nižje hierarhične statuse, kakor so jih zasedali prej ali pa kakor jih zasedajo podobno usposobljeni sodelavci. Tako ne prejmejo pričakovanega plačila za njihov vložek človeškega kapitala. Sledi urna podzaposlenost ali neprostovoljna zaposlitev za skrajšan delovni čas, oziroma oblika zaposlitve, kjer zaposleni želi delati več ur.  Na tem mestu je potrebno poudariti, da je število ur tu relativno, upošteva se želja po delu v večjem obsegu ur. Bolj subjektivna kot hierarhična podzaposlenost in urna podzaposlenost, je dimenzija previsoke izobrazbe ali nezadostna raba izobrazbe, njej pa sledi dimenzija prenizke uporabe veščin ali izkušenj. Ta dimezija temelji na Beckerjevi teoriji o rabi človeškega kapitala. Zaznana previsoka usposobljenost, ki temelji na teoriji ujemanja posameznika in zaposlitve je oblika podzaposlenosti, ko zaposleni zaznava sebe kot previsoko usposobljenega, preveč izobraženega ali preveč veščega za zahteve dela.
Za razlaganje in razumevanje pojava podzaposlenosti uporabljamo  štiri teoretične modele in sicer teorijo človeškega kapitala, teorijo ujemanja posameznika in okolice oziroma zaposlitve, teorijo relativne deprivacije in teorijo modela spoprijemanja in kontrole ponovne zaposlitve.
Beckerjeva teorija človeškega kapitala govori o odločanju posameznika o tem ali bo investiral svoj človeški kapital, ki ga je pridobil skozi izobraževanje, usposabljanje, pridobivanje certifikatov in podobno, z ozirom na ekonomske nagrade, ki jih bo njihov človeški kapital prinesel. Delovne organizacije Podzaposlenostodločitve glede zaposlovanja glede na človeški kapital kandidatov, ustrezna raba kadra in uspešnost trga dela pa lahko obstaja takrat, ko človeški kapital zaposlenega ustreza delu, ki ga opravlja.
Teorija ujemanja posameznika in zaposlitve se nanaša na ujemanje veščin, znanja in spretnosti zaposlenega in zahtev dela. Višja stopnja ujemanja med sposobnostmi zaposlenega in zahtevami dela po tej teoriji vodi do pozitivnih delovnih učinkov.
Teorija diskrepance pa predlaga, da posameznik, ki doseže želeno mero rezultatov na področju dela, kaže bolj pozitiven odnos do dela. V kontekstu podzaposlenosti pride do diskrepance oziroma neujemanja med sposobnostmi delavca in zahtevami dela, kar vodi do negativnih učinkov podzaposlenosti.
Teorija relativne deprivacije pa podrobneje zajame subjektivne dimenzije podzaposlenosti. Subjektivna podzaposlenost temelji na prepričanju oziroma želji zaposlenega, da bi moral imeti boljšo zaposlitev od trenutne, kar rezultira v nižjem zadovoljstvu z delom, v nižji pripadnosti organizaciji, pa tudi večji verjetnosti, da bo zaposleni dal odpoved. Teorija predlaga, da zaposleni primerjajo osebne rezultate s standardom, ki je notranji ali zunanji, ni pa objektiven, posameznik si jih sam določi oziroma izbere. Tako teorija združuje elemente teorije pravičnosti, ki je pojmovana kot primerjava z referenčnimi standardi, kakor tudi teorije atribucij. Teorija  tako predstavlja uporabno izhodišče, saj delavcem omogoča, da kot refenčne standarde uporabljajo predhodne, sedanje in prihodnje situacije.
Integrativni model soočanja in kontrole ponovne zaposlitve Latacka, Kinicki in Prussie (1995) pa poudarja predvsem pomembnost ravnotežja v procesu iskanja zaposlitve, kjer glavno vlogo igra kvaliteta ponovne zaposlitve, saj raziskave na področju ponovnega zaposlovanja kažejo, da se delavci z neustrezno obliko zaposlitve še naprej soočajo z izgubo službe na tak način, kakor da bi bili še vedno brezposelni. 

## Pozaposlenost in delovni učinek
Raziskovalci ki se ukvarjajo s pojavom podzaposlenosti, predvidevajo, da je podzaposlenost povezana s številnimi negativnimi vplivi, kakor je slab odnos do dela, oziroma nizko zadovoljstvo z delom, nizka notranja motiviranost za delo, absentizem, slabši delovni učinek, nizka pripadnost organizaciji, slabo duševno in fizično zdravje in splošno nizko zadovoljstvo z življenjem, pojavlja pa se tudi višja stopnja fluktuacije.
Podzaposlenost in zadovoljstvo z delom sta po empiričnih podatkih med seboj negativno povezana. Ugotovljene so bile negativne korelacije med zaznavanjem prenizke stopnje uporabe veščin oziroma spretnosti ter zadovoljstva z delom.
Negativne povezave so našli med dimenzijami podzaposlenosti, kot so previsoka usposobljenost, zaposlitev na drugem področju in zaposlitev za skrajšan delovni čas ter čustveno pripadnostjo organizaciji. Previsoko usposobljeni posamezniki so tudi pogosteje poročali tudi o namerah po menjavi zaposlitve in iskanju nove zaposlitve kakor kolegi, ki se niso zaznavali kot previsoko usposobljene.
Rezultati raziskav s tega področja nakazujejo tudi, da je samopoštovanje ekonomsko podzaposlenih, oziroma zaposlenih, ki delajo za nizko plačo, nižje od tistih posameznikov z ustrezno zaposlitvijo, kljub kontroli spremenljivk kot so zgodnje samospoštovanje, spol, socialno ekonomski status, izobrazba, starost in usposobljenost ter zadovoljstvo na delovnem mestu. Nižje samospoštovanje ekonomsko podzaposlenih implicira hitrejše zapuščanje organizacije, kar avtorju pojasnjujejo s tem, da bodo podzaposleni manj samozavestni glede svojega dela in bodo zato organizacijo hitreje zapustili.
Posamezniki, ki se zaznavajo kot previsoko usposobljene, naj bi bili po nekaterih raziskavah bolj nagnjeni k menjavi zaposlitve, vendar glede tega različni raziskovalci ne prihajajo do enakih zaključkov.  Študija na Šrilanki je pokazala, da je zaznana previsoka usposobljenost negativno povezana z zadovoljstvom z delom ter čustveno in kalkulativno pripadnostjo organizaciji, pozitivno pa s fluktuacijo.
Kljub večinoma negativnim vplivom previsoke usposobljenosti na delovne učinke, pa je potrebno dodati, da nekateri avtorji navajajo tudi prednosti zaposlovanja preveč usposobljenega kadra. Pokazali so tudi, da posamezniki, ki so subjektivno podzaposleni, pogosteje dajo odpoved kot pa tisti posamezniki, katerih podzaposlenost je bolj objektivnega tipa. Vodje lahko take posameznike, ki se na primer zaznavajo kot previsoko usposobljene, motivirajo z nalogami, ki so jim v izziv, z možnostjo napredovanja ali s posebnimi pooblastili in s tem preprečijo, da bi se dojemali kot previsoko usposobljene, ali da bi se hitreje odločali za menjavo službe. Sicer pa zaposlovalci na splošno niso naklonjeni zaposlovanju previsoko kvalficiranega kadra, prav zaradi prepričanja, da bodo ti zaposleni hitreje zapustili delovno mesto ob ponujeni priložnosti za bolj ustrezno delovno mesto.
Previsoka usposobljenost je definirana kot stopnja do katere zaposleni zaznava, da poseduje presežne kvalifikacije ali pa ima omejene možnosti pri pridobivanju in uporabi novih veščin in znanj povezanih z zaposlitivjo. Zaznana previsoka usposobljenost zajema torej posedovanje znanj, izkušenj, izobrazbe ali pa veščin, ki presegajo zahteve delovnega mesta. Pojem previsoke usposobljenosti se uporablja v primeru, ko znanje in veščine pridobljene tekom šolanja na delovnem mestu niso uporabljene v celoti. Vendar pa lahko zaznana previsoka usposobljenost izvira tudi iz pomankanja možnosti za napredovanje.

## Podzaposlenost pri mladih
Ena od evrpoških študij je pokazala, da polovica študentov iz vzorca z visokošolsko ali univerzitetno izobrazbo kasneje opravlja delo, za katerega je previsoko kvalificirana, ali pa ne ustreza področju izobrazbe. V Aziji pa je odstotek manjši, ocenjujejo da je brezposelnih in podzaposlenih skupno 29%. Potrebno je dodati še, da se veliko ponovno zaposlenih delavcev po obdobju brezposelnosti nagiba k temu, da najdejo zaposlitev slabše kakovosti. To jih izpostavlja tveganju podzaposlenosti .
Podzaposlenost pri mladih v Sloveniji je povezana predvsem s študentskim delom in  fleksibilnimi oblikami dela. Študenti redko opravljajo dela iz strok iz katerih se izobražujejo, ali dela, ki jih bodo opravljali po zaključenem študiju, razlika med številom diplomantov in potrebami na trgu dela pa se iz leta v leto širi. Po podatkih iz leta 2011 Slovenija v evropskem prostoru prednjači pred ostalimi evropskimi državami po deležu mladih s pogodbami za določen čas in znaša kar 66 odstotkov, leta 2001 pa je med mladimi ženskami znašal kar 80 odstotkov. Na podzaposlenost tako poleg starosti vpliva tudi spol, še posebej to velja za ameriški trg, kjer na področju problematike podzaposlenosti v večji meri prihaja do spolne diskriminacije.
V raziskavi Prause in Dooleya  je bilo ugotovljeno, da pri srednješolcih, ki so po končanju šolanja podzaposleni, zaradi neustrezne zaposlitve prihaja do škodljivih učinkov na samospoštovanje, ki se lahko primerjajo z učinki brezposelnosti na samospoštovanje. Kakor pri brezposelnih mladih, tudi pri mladih v neustreznih oblikah zapositve prihaja do povečane zlorabe alkohola.
Po analizah Abela in Deitza  naj bi bili med mladimi v Združenih državah po zaključku študija podzaposlenosti bolj izpostavljeni moški, neporočeni in tisti, ki že imajo otroke, še posebej ženske, ki se po analizah zaposlijo na delovnih mestih, ki ne zahtevajo tako visoke izobrazbe in strokovnega znanja, kot so ga pridobile tekom šolanja. Podzaposlenosti so v združenih državah bolj izpostavljeni tudi mladi Afro-Američani, Latinoameričani in ameriški staroselci, kakor tudi mladi s posebnimi potrebami. Podzaposlenosti so izpostavljeni tudi mladi z izobrazbo s področja humanisitike ali pa tisti, katerih izobrazba ni zelo ozko usmerjena na opravljanje določenega poklica. Potrebno je dodati, da podzaposlenost za mlade večinoma predstavlja prehodno fazo, saj stopnja podzaposlenosti upade tekom časa in izkušenj, ko so mladi več let vključeni na trg dela. Kljub temu pa naj bi po analizah kar tretjina diplomantov dlje časa opravljala delo, ki ne zahteva univerzitetne stopnje izobrazbe, ta delež pa ostaja relativno stabilen, ne glede na stanje gospodarstva. Vendar pa velja dodati, da imajo diplomantje vseeno manj možnosti za podzaposlenost kakor posamezniki z nižjo stopnjo izobrazbe, še posebej tisti z izobrazbo na podočju znanosti, tehnologije, inženirstva in matematike, ter zdravstva in drugih univerzitetnih programov, ki so bolj specifični in usposabljajo posameznike za bolj točno določen poklic.

## Podzaposlenost in duševno zdravje ter psihološko blagostanje
Longitudinalna študija Dooleyja, J. Prause in K. Ham-Rowbottom je pokazala, da tako kot brezposelnost po izgubi službe, tudi prehod v podzaposlenost vodi v povečano pojavnost depresije, kljub nadziranju potencialnih vplivajočih spremenljivk, kot je zadovoljstvo na delovnem mestu ali spremembe v dohodku, je pa zakonski stan nekoliko znižal pojavnost depresije.
Podzaposlenost je s psihološkim blagostanjem negativno povezana. Subjektivna podzaposlenost na področju duševnega zdravja napoveduje depresijo, psihosomatsko simptomatiko, negotovost, frustriranost ter sovražnost. Vendar pa raziskovalci ugotavljajo, da naj bi podpora supervizorja omilila štiri od petih naštetih negativnih posledic podzaposlenosti. Zaznana previsoka usposobljenost naj bi bila pozitivno povezana z zaznanim upadom zdravja, somatizacijo ter tudi depresijo. Pri podzaposlenih posameznikih, ki so ravnokar zaključili šolanje, pa naj ne bi prišlo do pomembnih negativnih povezav s psihosomatskimi simptomi ali zadovoljstvom z življenjem, pri tej populaciji podzaposlenih je bila ugotovljena le znižana stopnja optimizma.
Pri zaposlenih v začasnih oblikah dela pa so številne raziskave pokazale negativno povezanost z zdravjem in varnostjo pri delu, ter pozitivno z anksioznostjo, prezentizmom ter bolečinami v mišicah in hrbtu,  prekarne zaposlitve pa naj bi bile celo v večji meri povezane s smrtnostjo. 